# Trentepohlia (Paramongoma) montivaga
Trentepohlia (Paramongoma) montivaga is een tweevleugelige uit de familie steltmuggen (Limoniidae). De soort komt voor in het Neotropisch gebied.